# Карагулов, Бакыт Назаркулович
Бакыт Назаркулович Карагулов (кирг. Бакыт Назаркулович Карагулов; 12 августа 1950, Фрунзе, Киргизская ССР — 27 июня 2020, Бишкек, Кыргызстан) — советский, киргизский режиссер и сценарист, народный артист Кыргызской Республики (2006).

## Биография
В 1973 г. окончил филологический факультет Киргизского государственного университета им. 50-летия СССР. В 1979 г. окончил Высших режиссерских курсах в Москве учился в мастерской Александра Митты: дипломная работа — короткометражный фильм «Удержись в седле» (1981).
Художественный фильм «Лунная ведьма» (1985) получил специальный приз на Всесоюзном фестивале «Сказка». Снял документальные фильмы «Потомки Токтогула», «Первый генерал», «Годы беспокойного солнца», «Фабрика в деревне», «Когда цветет миндаль», «Тень всадника». Экранизировал литературные произведения Чингиза Айтматова: «Плач перелётной птицы» (1990, в основе повесть «Лицом к лицу»); «Буранный полустанок» (1995, Золотая камера МКФ в Берлине — 1996); «Млечный путь» (1996, в основе повесть «Материнское поле»), «Плач матери о манкурте» (2004, в основе легенда «Птица Доненбай» из романа «И дольше века длится день»). Документальный фильм «Мир Айтматова» был признан на Коллегии Госкино лучшим фильмом 2018 г.
Документальный фильм «Менин жалгыз мекеним бар — ал Кыргызстан» («У меня одна родина — это Кыргызстан») был посвящен 10-летию Апрельской революции.
В течение нескольких лет возглавлял Национальную киностудию «Кыргызфильм» им. Т.Океева.
Скончался 27 июня 2020 года в Бишкеке, похоронен на Ала-Арчинском кладбище.

## Фильмография
Режиссер:
- «Плач матери о манкурте» (Кыргызстан) (2004)
- «Буранный полустанок» (Казахстан) (1995)
- «Плач перелетной птицы» (1990)
- «Удержись в седле» (1987)
- «Лунная ведьма» (1985)
- «Квартет» (1978)

Сценарист:
- «Буранный полустанок» (1990)
- «Плач перелетной птицы» (1990)

## Награды и звания
- Народный артист Кыргызской Республики (2006)[1].
- Заслуженный деятель культуры Кыргызской Республики (1995)[2]